# Len Taunyane
Len Taunyane (fl. XX secolo) è stato un maratoneta sudafricano.
Partecipò alla maratona dei Giochi olimpici di Saint Louis 1904, dove arrivò nono ed è stato quindi uno dei primi due neri africani a partecipare ai Giochi Olimpici moderni.

## Primi anni di vita
Taunyane era un membro del popolo tswana e un veterano della seconda guerra boera, avendo servito come corriere. Una foto scattata tra il 1900 e il 1902 lo ritrae prigioniero di guerra a Sant'Elena. Poco si sa altrimenti della sua vita. Taunyane potrebbe essere stato uno studente all'Università del Free State. Viaggiò negli Stati Uniti nel 1904 per apparire nella mostra sulla guerra boera alla Fiera mondiale di St Louis. Lì partecipò a rievocazioni due volte al giorno della battaglia di Colenso e della battaglia di Paardeberg.

## Maratona del 1904
La maratona del 1904 fu un evento in gran parte informale, corso su un percorso inadatto e su strade così polverose da causare il collasso di molti atleti. Taunyane è entrato in gara all'ultimo minuto, iscritto come zulu (era uno tswana non uno zulu) e quindi non rappresentava formalmente il Sudafrica che esisterà solo nel 1910 come Unione del Sudafrica. Fu chiamato "Len Tau" o "Lentauw" da funzionari che non sapevano pronunciare il suo nome.
Probabilmente Taunyane ha corso a piedi nudi e ha concluso al nono posto su un gruppo di 32 e 14 finalisti. Questa è stata una delusione, poiché molti osservatori erano sicuri che Taunyane avrebbe potuto fare di meglio se non fosse stato inseguito per quasi un miglio fuori rotta da cani aggressivi.
Non si sa nulla della vita successiva di Taunyane.